# Nika Kwekweskiri
Nikoloz „Nika” Kwekweskiri (gruz. ნიკოლოზ „ნიკა” კვეკვესკირი; ur. 29 maja 1992 w Zugdidi) – gruziński piłkarz występujący na pozycji pomocnika oraz w reprezentacji Gruzji.
W latach 2021–2024 grał w polskim klubie Lech Poznań.

## Kariera piłkarska
Swoją karierę piłkarską Kwekweskiri rozpoczął w klubie Baia Zugdidi. W 2009 roku awansował do pierwszego zespołu. 15 sierpnia 2009 zadebiutował w nim w gruzińskiej ekstraklasie w wygranym 2:1 domowym meczu z Lokomotiwi Tbilisi. W Baii grał przez półtora roku.
Na początku 2011 roku Kwekweskiri został zawodnikiem Dinama Tbilisi. Swój debiut w nim zaliczył 13 lutego 2011 w zremisowanym 1:1 domowym meczu ze Spartaki Cchinwali. W sezonie 2010/2011 wywalczył z Dinamem wicemistrzostwo Gruzji. Z kolei w sezonie 2012/13 sięgnął z tym klubem po dublet – mistrzostwo oraz Puchar Gruzji.
Latem 2013 roku Kwekweskiri został wypożyczony do Spartaki Cchinwali. Zadebiutował w nim 10 sierpnia 2013 w przegranym 1:2 wyjazdowym meczu z Merani Martwili. W Spartaki spędził pół roku. Latem 2014 roku Kwekweskiri przeszedł z Dinama Tbilisi do klubu Dila Gori. Swój debiut w nim zaliczył 10 sierpnia 2014 w zwycięskim 2:0 domowym meczu ze Spartak Cchinwali. W sezonie 2014/2015 wywalczył swój drugi w karierze tytuł mistrza Gruzji. Latem 2015 roku Kwekweskiri trafił do azerskiego klubu İnter Baku. Zadebiutował w nim 9 sierpnia 2015 w przegranym 0:2 wyjazdowym meczu z Xəzərem Lenkoran. W 2016 roku Kwekweskiri przeszedł do FK Qəbələ. W latach 2017–2020 grał w kazachskim klubie Toboł Kustanaj. Od stycznia 2021 roku jest zawodnikiem Lecha Poznań. W dniu 22 sierpnia 2021 w meczu z Lechią Gdańsk zdobył swoją pierwszą bramkę dla Kolejorza.

## Statystyki kariery klubowej
Stan na 22 maja 2022
| Klub               | Sezon              | Liga                      | Liga  | Liga   | Liga   | Puchar kraju | Puchar kraju | Puchar kraju | Europa | Europa | Europa | Inne  | Inne   | Inne   | Suma  | Suma   | Suma   |
| Klub               | Sezon              | Liga                      | Mecze | Bramki | Asysty | Mecze        | Bramki       | Asysty       | Mecze  | Bramki | Asysty | Mecze | Bramki | Asysty | Mecze | Bramki | Asysty |
| ------------------ | ------------------ | ------------------------- | ----- | ------ | ------ | ------------ | ------------ | ------------ | ------ | ------ | ------ | ----- | ------ | ------ | ----- | ------ | ------ |
| FC Cchinwali       | 2013/2014          | Erownuli Liga             | 7     | 1      | 0      | 1            | 0            | 0            | 0      | 0      | 0      | 0     | 0      | 0      | 8     | 1      | 0      |
| FC Cchinwali       | Ogólnie            | Ogólnie                   | 7     | 1      | 0      | 1            | 0            | 0            | 0      | 0      | 0      | 0     | 0      | 0      | 8     | 1      | 0      |
| Dila Gori          | 2014/2015          | Erownuli Liga             | 17    | 7      | 3      | 2            | 0            | 0            | 0      | 0      | 0      | 0     | 0      | 0      | 19    | 7      | 3      |
| Dila Gori          | Ogólnie            | Ogólnie                   | 17    | 7      | 3      | 2            | 0            | 0            | 0      | 0      | 0      | 0     | 0      | 0      | 19    | 7      | 3      |
| Keşlə Baku         | 2015/2016          | Azərbaycan Premyer Liqası | 29    | 4      | 3      | 0            | 0            | 0            | 6      | 2      | 2      | 0     | 0      | 0      | 35    | 6      | 5      |
| Keşlə Baku         | Ogólnie            | Ogólnie                   | 29    | 4      | 3      | 0            | 0            | 0            | 6      | 2      | 2      | 0     | 0      | 0      | 35    | 6      | 5      |
| Qəbələ FK          | 2016/2017          | Azərbaycan Premyer Liqası | 14    | 0      | 3      | 0            | 0            | 0            | 11     | 1      | 2      | 0     | 0      | 0      | 25    | 1      | 5      |
| Qəbələ FK          | Ogólnie            | Ogólnie                   | 14    | 0      | 3      | 0            | 0            | 0            | 11     | 1      | 2      | 0     | 0      | 0      | 25    | 1      | 5      |
| Toboł Kustanaj     | 2016/2017          | Priemjer Ligasy           | 14    | 1      | 2      | 0            | 0            | 0            | 0      | 0      | 0      | 0     | 0      | 0      | 14    | 1      | 2      |
| Toboł Kustanaj     | 2017/2018          | Priemjer Ligasy           | 23    | 2      | 2      | 0            | 0            | 0            | 0      | 0      | 0      | 0     | 0      | 0      | 23    | 2      | 2      |
| Toboł Kustanaj     | 2018/2019          | Priemjer Ligasy           | 22    | 2      | 5      | 2            | 0            | 0            | 4      | 0      | 1      | 0     | 0      | 0      | 28    | 2      | 6      |
| Toboł Kustanaj     | 2019/2020          | Priemjer Ligasy           | 16    | 0      | 0      | 0            | 0            | 0            | 2      | 0      | 0      | 0     | 0      | 0      | 18    | 0      | 0      |
| Toboł Kustanaj     | Ogólnie            | Ogólnie                   | 52    | 3      | 7      | 2            | 0            | 0            | 6      | 0      | 1      | 0     | 0      | 0      | 60    | 3      | 8      |
| Lech Poznań        | 2020/2021          | Ekstraklasa               | 12    | 0      | 0      | 1            | 0            | 0            | 0      | 0      | 0      | 0     | 0      | 0      | 13    | 0      | 0      |
| Lech Poznań        | 2021/2022          | Ekstraklasa               | 29    | 2      | 1      | 6            | 0            | 0            | 0      | 0      | 0      | 0     | 0      | 0      | 35    | 2      | 1      |
| Lech Poznań        | Ogólnie            | Ogólnie                   | 41    | 2      | 1      | 7            | 0            | 0            | 0      | 0      | 0      | 0     | 0      | 0      | 48    | 2      | 1      |
| Ogólnie w karierze | Ogólnie w karierze | Ogólnie w karierze        | 183   | 19     | 19     | 12           | 0            | 0            | 23     | 3      | 5      | 0     | 0      | 0      | 218   | 22     | 24     |

## Kariera reprezentacyjna
Kwekweskiri grał w młodzieżowych reprezentacjach Gruzji na różnych szczeblach wiekowych. W seniorskiej reprezentacji Gruzji zadebiutował 8 października 2015 roku w wygranym 4:0 meczu eliminacji do Euro 2016 z Gibraltarem, rozegranym w Tbilisi.

## Sukcesy
Dinamo Tbilisi
- mistrzostwo Gruzji: 2012/13
- Puchar Gruzji: 2012/13

Dila Gori
- mistrzostwo Gruzji: 2014/15

### Lech Poznań
- mistrzostwo Polski: 2021/22

## Odznaczenia
- Order Honoru – 2024[6][7][8][9]